# Кулугли
Кулугли́ (араб. الكراغلة‎, тур. kuloğlu) — особая социально-этническая группа, существовавшая в Магрибе периода османского владычества (преимущественно на территории современных Алжира, Туниса и Ливии). Речь идёт о детях смешанных браков от турецких отцов (зачастую янычар) и местных женщин.

## Этимология
Слово «кулугли» — турецкого происхождения — оно происходит от слова тур. kuloğlu, которое в свою очередь образовано из корней тур. kul — «слуга», «раб» и oğlu — «сын». Этот термин не является пейоративом — он означает, что османы рассматривали кулугли в качестве служителей алжирских деев.

## История
Алжирский эялет, основанный Хайреддином Барбароссой в 1520 году, очень быстро признал суверенитет Османской империи, и такое положение сохранялось вплоть до его захвата Францией в 1830 году. Правящий класс и постоянная турецкая армия (так называемый оджак) состояли из этнических турок, часто уроженцев Малой Азии.
Первое упоминание о кулугли относится лишь к 1596 году, но есть основания предполагать, что их существование относится к более древним временам. Так в списке правителей Алжира среди 18 деев, правившими с 1535 по 1586 годы, находятся два кулугли, в том числе Хасан-паша, сын самого Хайреддина Барбароссы.
Общее количество туркоязычных переселенцев за 300 лет османского владычества, по некоторым оценкам, составляло не менее 1 миллиона человек. Власти стремились проводить политику туркизации и недопущения смешанных браков, в частности, этническим туркам было запрещено использовать арабский язык. Это приводило к конфликтам и дележу власти между местными уроженцами - кулугли и мигрантами из метрополии, так что эти две партии поочерёдно одерживали верх.
Кулугли занимали привилегированное положение по сравнению с другими местными жителями. Они занимались ремёслами, торговлей и земледелием. Многие кулугли исполняли военную службу, которая передавалось по наследству. Воинское дело освобождало их от необходимости уплаты налогов.
В 1629 году вооружённые отряды кулугли попытались свергнуть правительство оджака и янычар. Попытка переворота провалилась, и на кулугли обрушились жестокие репрессии: все они были выселены из города Алжира, а их имущество было конфисковано. Бо́льшая их часть переселилась в Кабилию, образовав племя зуатна, проживавшее в районе современной коммуны Уэд-Зитун, другие поселились на территории современных коммун Бордж-Земура и Куку. Открытое вооружённое противостояние продолжалось около десяти лет, после чего в 1639 году было заключено перемирие и объявлена амнистия для кулугли. Однако, лишь в 1674 году кулугли снова получили право на военную службу и то с ограничениями — к ней допускались кулугли первого поколения (то есть сын турка и местной женщины), но уже не допускались кулугли второго поколения (сын кулугли и местной женщины). Формально и это ограничение было отменено в 1693 году, но данное решение так и не было реализовано на практике.
В 1720 году по кулугли был нанесён ещё один удар — с этого момента для всех военнослужащих оджака был введён строжайший целибат. На должность дея мог претендовать только неженатый мужчина. А поскольку кулугли второго поколения лишались всех привилегий, их количество постоянно сокращалось, так что к моменту французского вторжения в 1830 году число кулугли оценивалось лишь в 15 000 человек.

Французский путешественник Жан-Андре Пейсонель писал в 1725 году: 
Кулугли никогда не могут получить доступ к определённым должностям из опасения, что они могут захватить верховную власть и что любовь к родине может заставить их скинуть турецкое ярмо.
Кулугли потеряли возможность занимать высшие должности, зато в качестве компенсации они приобрели большое влияние на местные власти в местах своего компактного проживания. Большие общины кулугли имелись в таких городах, как Тлемсен, Медеа, Маскара, Мостаганем, Мазагран, Арзев, Константина, Буна, Бискра и других. Кулугли занимали многие административные и военные должности на местах начиная с первой половины XVIII века с перерывом между 1748 и 1780 годами.
Прекращение назначения беев из числа кулугли в период с 1748 по 1780 годы связано, по-видимому, с тем, что кулугли вновь проявили непокорность. В промежутке между 1736 и 1759 годами (историки спорят насчёт точной датировки) в Тлемсене произошло восстание, восставшие захватили и некоторое время удерживали город. Точные причины восстания, однако, неизвестны — историк Пьер Буайер полагает, что оно могло быть вызвано как местными проблемами, так и интригами центральной алжирской власти в середине XVIII века.
Большое влияние кулугли приобрели в последние годы, предшествовавшие французскому вторжению 1830 года: достаточно сказать, что последним беем Константины был антитурецки настроенный кулугли Ахмед-бей, сохранявший номинальную власть вплоть до 1837 года.
Последними действиями кулугли как организованной группы в период, предшествовавший французскому завоеванию Алжира, была поддержка ими дея Али бен Ахмеда при истреблении им янычар в 1817 году и участие отряда кулугли в количестве 5000 человек под командованием Ибрагима-аги в битве при Стауэли 19 июня 1830 года.
В конце XIX века французская колониальная администрация уже классифицировала население Северной Африки как состоявшее только из «арабов» и «берберов», не выделяя в отдельные группы турок, андалусов, кулугли и негров.